# Hoikansaari (ö i Södra Savolax, Nyslott, lat 62,22, long 28,78)
Hoikansaari är en ö i Finland. Den ligger i sjön Enonvesi och i kommunen Heinävesi i den ekonomiska regionen  Nyslotts ekonomiska region  och landskapet Södra Savolax, i den sydöstra delen av landet, 300 km nordost om huvudstaden Helsingfors. Öns area är 4,2 hektar och dess största längd är 460 meter i sydöst-nordvästlig riktning.